# Torre campanario de Jaro

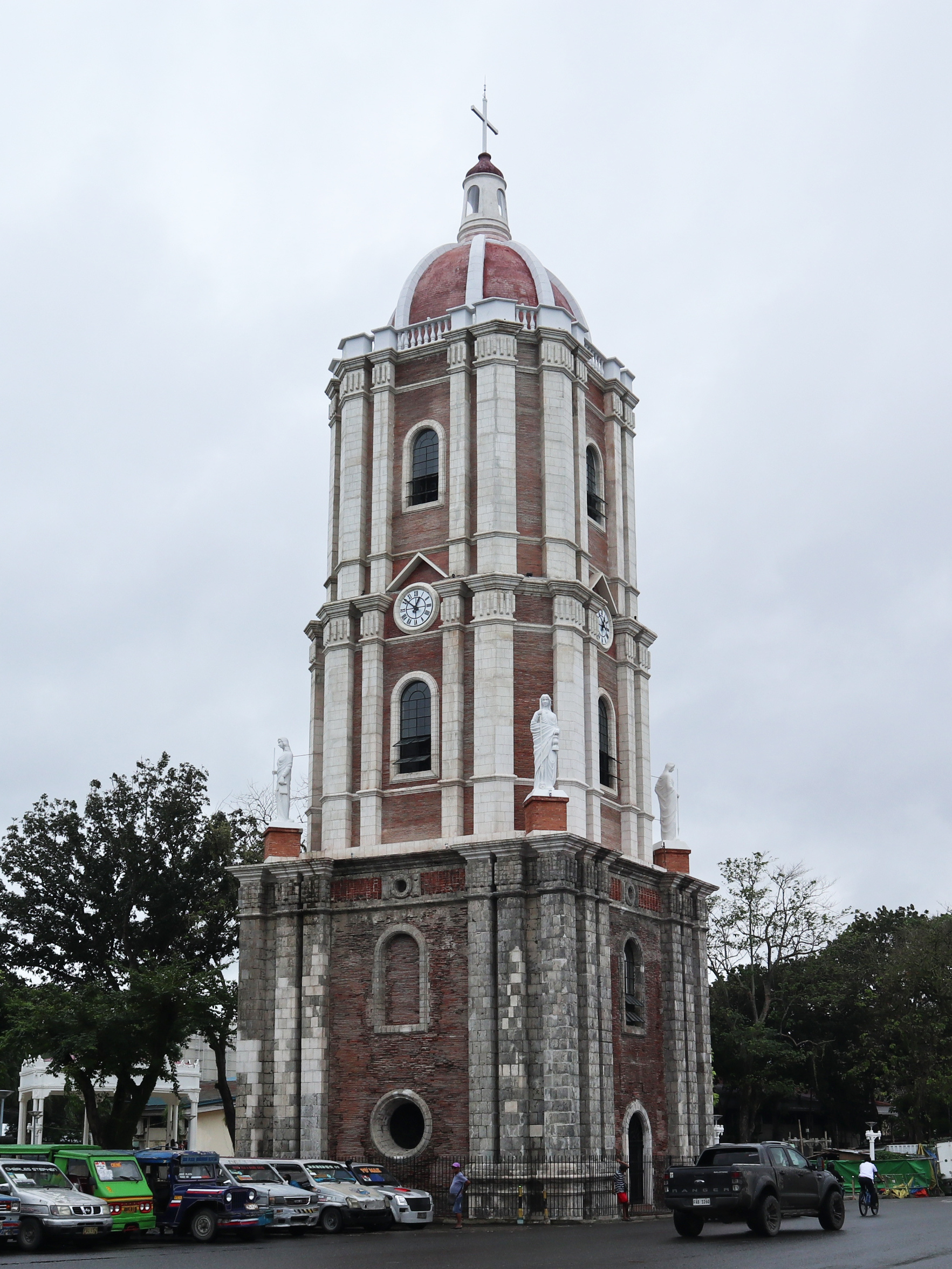
Imagen de la torre desde el suroeste.

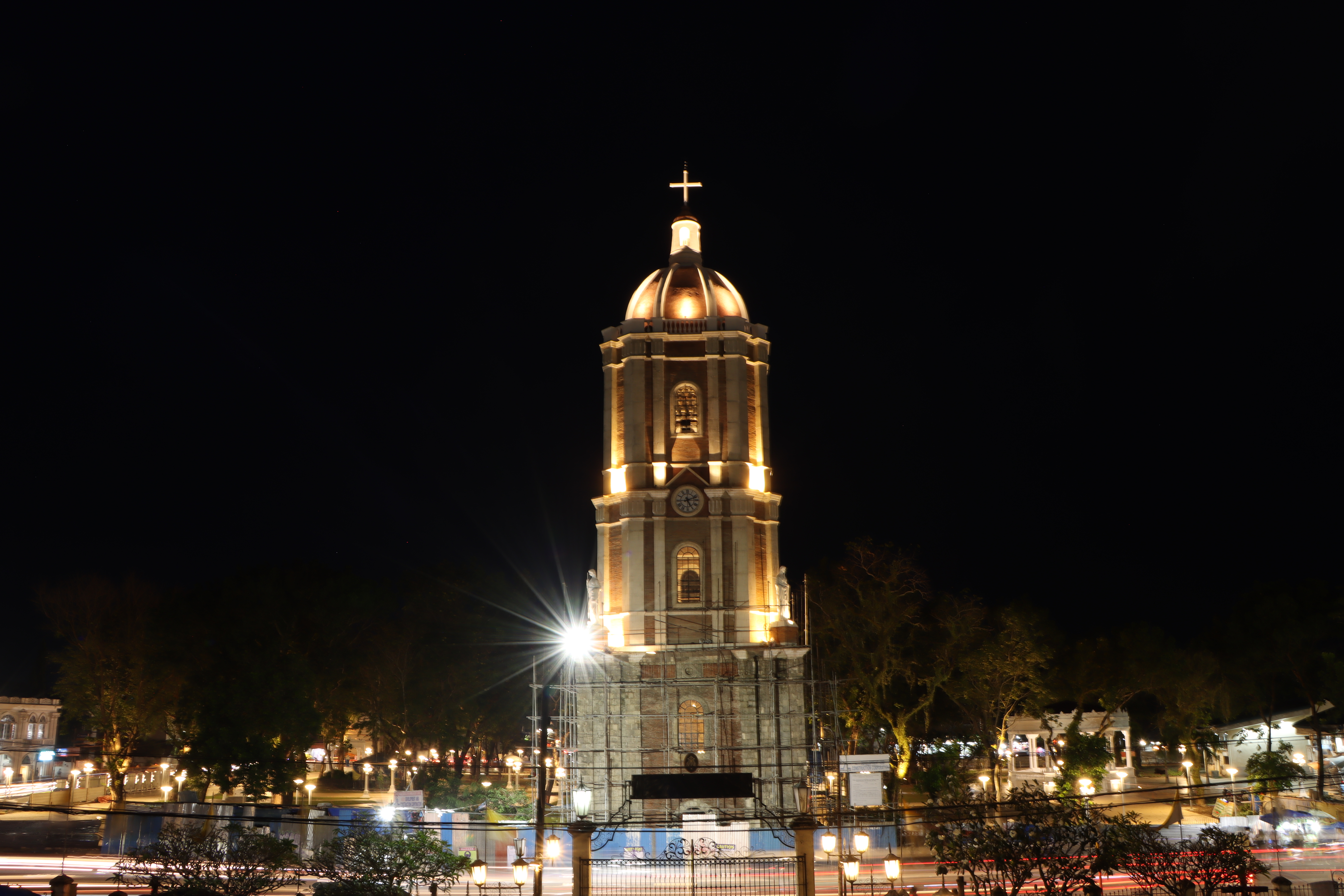
Vista nocturna de la renovada torre con su nueva iluminación

La torre de Jaro o torre campanario de Jaro es una torre campanario (y desde la última restauración, también una torre reloj), originalmente del siglo XVIII, situada en la ciudad de Iloílo (distrito de Jaro, isla de Panay), Bisayas Occidentales, Filipinas. Construida en su origen como torre fortificada, pertenece a la basílica Catedral y Santuario Nacional de Nuestra Señora de la Candelaria (comúnmente, catedral de Jaro), sede de la arquidiócesis de Jaro, que se encuentra enfrente. Está situada en la plaza de Graciano López Jaena.
Tiene la particularidad de ser una de pocas torres campanario parroquiales del período del dominio español en Filipinas (y la única de las Bisayas) en estar físicamente separada de la iglesia de la que forma parte. La torre guarda un especial simbolismo histórico desde la perspectiva hispanista, ya que Iloílo fue la última capital del Imperio español en el continente asiático, y la torre la última en desempeñar esta función en los dominios españoles en el Pacífico.
El edificio es una de las numerosas representaciones en las islas de la pervivencia del legado hispánico a través en la edificación religiosa. En noviembre de 2022 fue reinaugurada la renovada torre tras un largo proceso de restauración, después de que un terremoto en 1948 la dejara en muy mal estado. En el marco de la restauración se incluyeron nuevos elementos, como las cuatro estatuas esquineras en la segunda planta. Durante su inauguración, la torre fue declarada monumento de interés nacional por la Comisión Histórica Nacional de Filipinas (CHNF).

## Arquitectura
Se trata de una edificación neoclásica de 29 metros de altura y tres pisos de techo alto (especialmente el inferior), con elementos clásicos que incluyen numerosas pilastras (6 en cada cara del piso inferior —2 pares geminadas y dos esquineras— y 4 en cada cara de los demás pisos), ventanas y puertas de arco de medio punto, ojos de buey, una cúpula y una linterna coronada por una cruz. Cada uno de los pisos tiene una base cuadrada de una circunferencia menor a la del piso anterior. El diseño neoclásico fue empleado en una época en la que el barroco español aún dominaba el panorama arquitectónico hispanofilipino de los edificios religiosos, con notorios representantes como la iglesia de Santo Tomás de Villanueva, en la misma costa sur de Panay, y su propia iglesia madre, la catedral de Jaro, al otro lado de la calle, que presenta un estilo barroco con elementos góticos.
En su última restauración se le incorporó un reloj, con una esfera en cada una de sus caras, donde anteriormente hubo un elemento decorativo circular bajo un relieve en forma de tejado a dos aguas. También se incorporaron cuatro estatuas en las esquinas del segundo piso, que representan las cuatro virtudes cardinales: la fortaleza, la justicia, la prudencia y la templanza. Algunos historiadores sugieren que la estructura original de la torre, de finales del siglo XVIII, también había sido diseñada como una torre reloj, entre sus demás funciones.
La solidez de la estructura se debe a su función original como torre de vigilancia, más allá de su propósito religioso. Con este fin se emplearon en su construcción masivos ladrillos refractarios de distintos tamaños (principalmente en el piso inferior), completados con los más habituales bloques de caliza y piedra de coral. Es también el motivo por el que fue construida apartada del edificio principal de la iglesia (ahora catedral), cosa muy poco común en los templos católicos de la época.

## Historia
La torre campanario de Jaro se erigió originalmente en 1744 por frailes agustinos para servir tanto de estructura religiosa como de torre de vigilancia contra invasores (lo mismo moros que europeos). No muy común para la época, dadas las necesidades defensivas del momento, a pesar de que su construcción fuera facilitada por la Iglesia, se aprovechaba para que combinara ambos propósitos.
A lo largo de los años, la estructura ha sufrido daños en repetidas ocasiones, principalmente por los terremotos que azotaron la isla Panay y la región. El 17 de julio de 1787, resultó gravemente dañada por un fuerte terremoto con epicentro al sur de la isla. Las obras de restauración no comenzaron hasta 45 años después, cuando en 1833, fray Jesse Álvarez emprendió la reconstrucción completa del edificio. Distintos historiadores añaden un par de seísmos durante el siglo XIX que hubieran afectado la torre: el primero, en 1881, habría dañado los cimientos de la edificación, pues se sabe que posteriormente se llevaron a cabo obras de fortalecimiento de los mismos por el primer obispo de Jaro, Mariano Cuartero; mientras que otro terremoto podría haber dañado la torre en 1868.
El 25 de enero de 1948, el edificio fue afectado por el intenso terremoto Lady Caycay, que sacudió toda la región de Panay (con epicentro en la misma costa sur de la isla), y que afectó sobre todo sus dos pisos superiores. La propia catedral de Jaro, cuyo edificio actual se construyó en 1864, resultó destruida en este seísmo. Poco después comenzaría la reconstrucción de la torre; fue la primera vez que los trabajos se realizaran por la CHNF y no por la diócesis.
El 21 de febrero de 1981, el papa Juan Pablo II visitó la torre en el marco de su visita papal a la catedral, día en que coronó la Señora de la Candelaria (antigua figura de la catedral venerada por la población local) y la declaró patrona de la diócesis y de las Bisayas Occidentales. En la década de 1990 se inició la reconstrucción de la torre campanario bajo la supervisión de la CHNF, cuando se proponía la incorporación de un mirador y un centro turístico, planes que no llegaron a materializarse debido a un conflicto con la arquidiócesis de Jaro.

Imágenes de partes de la torre antes de su renovación
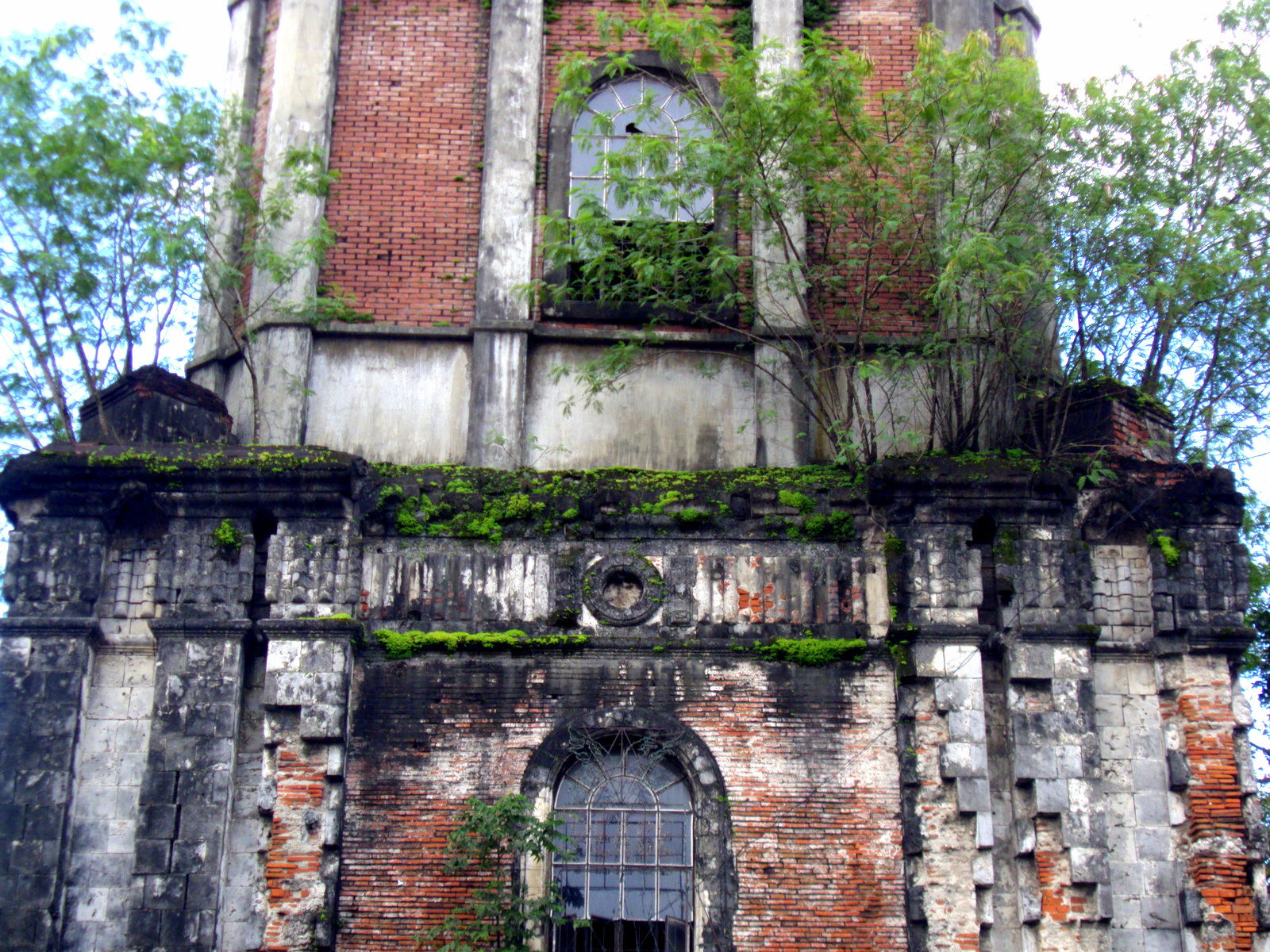
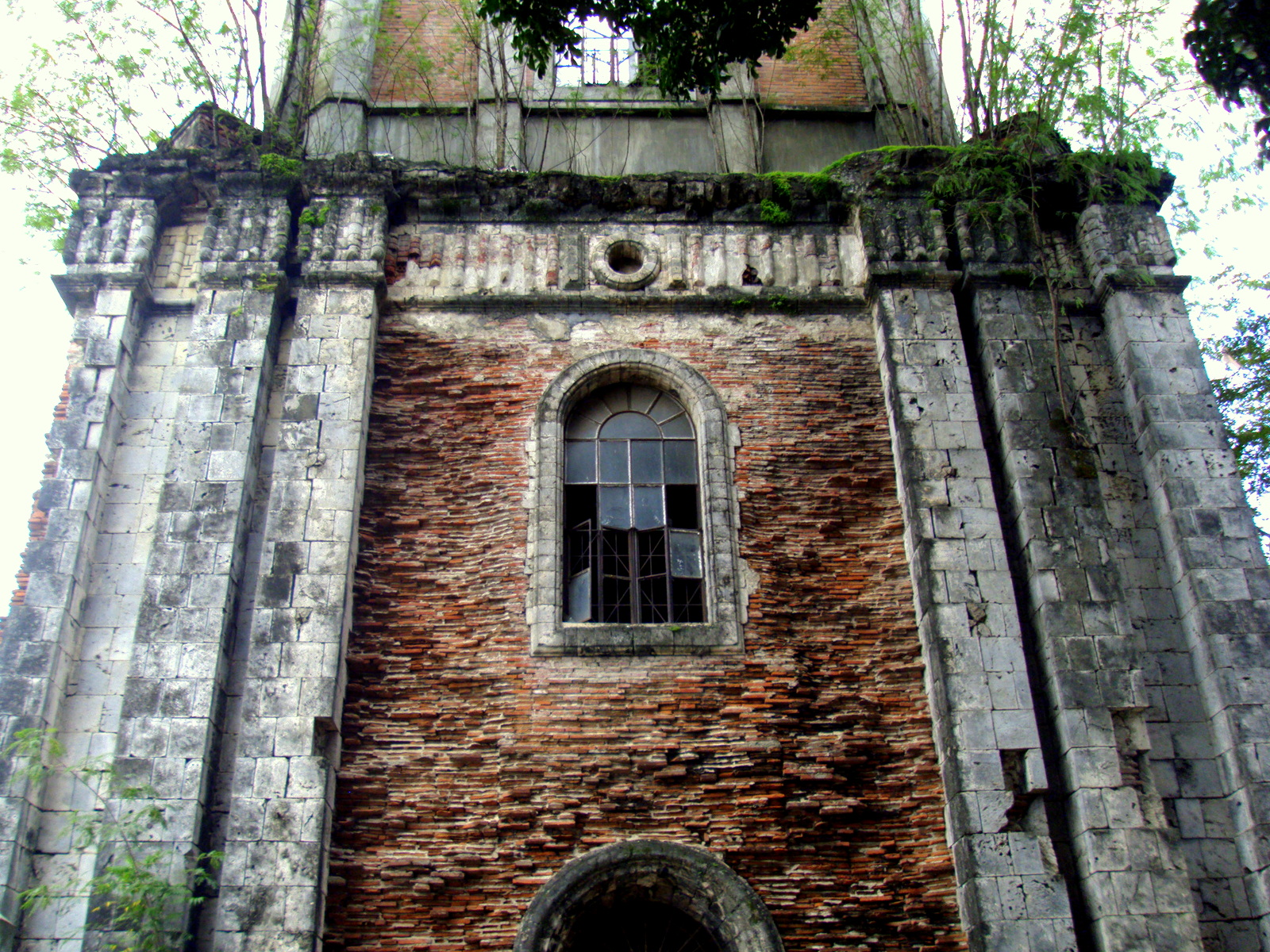
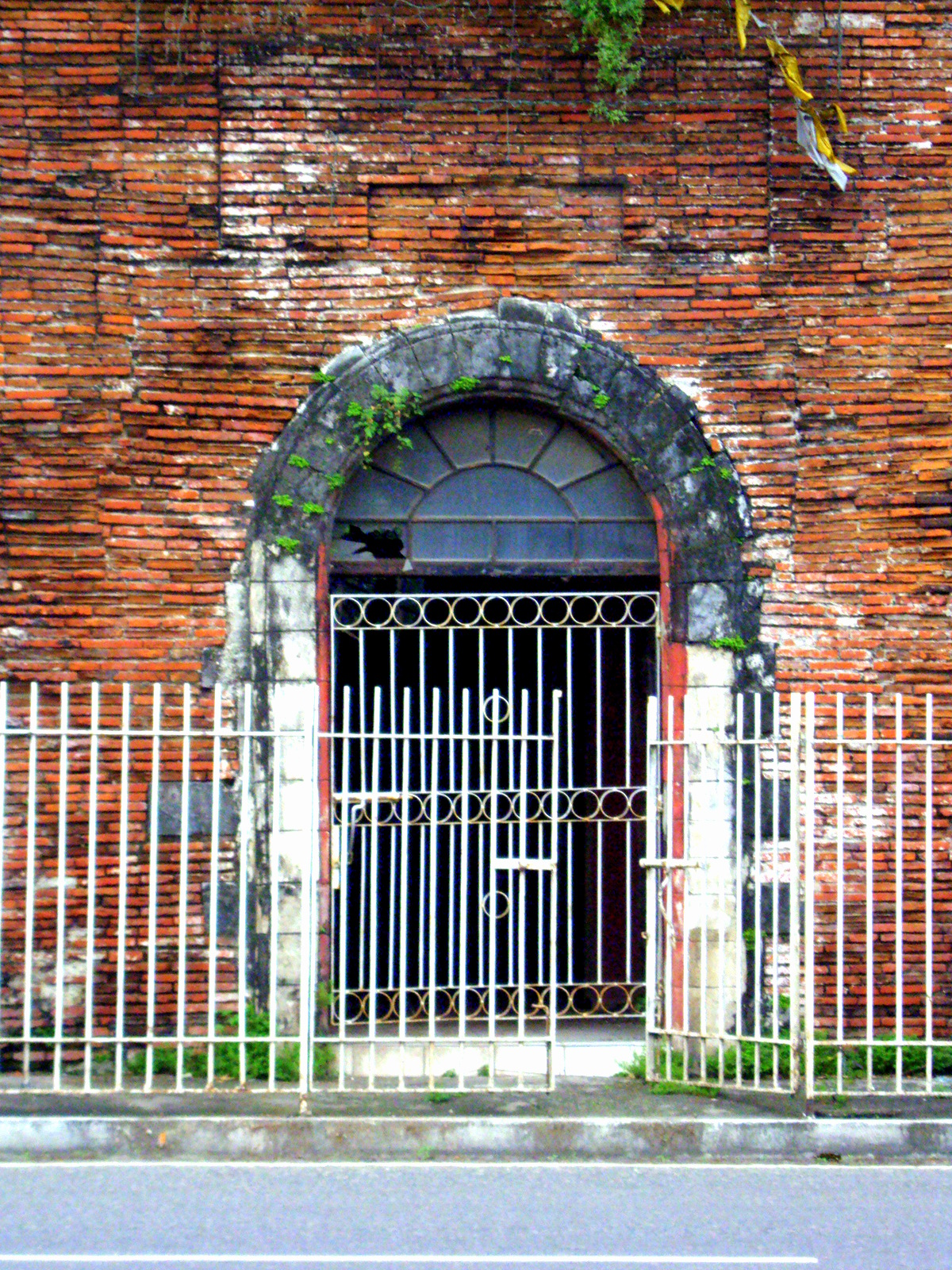
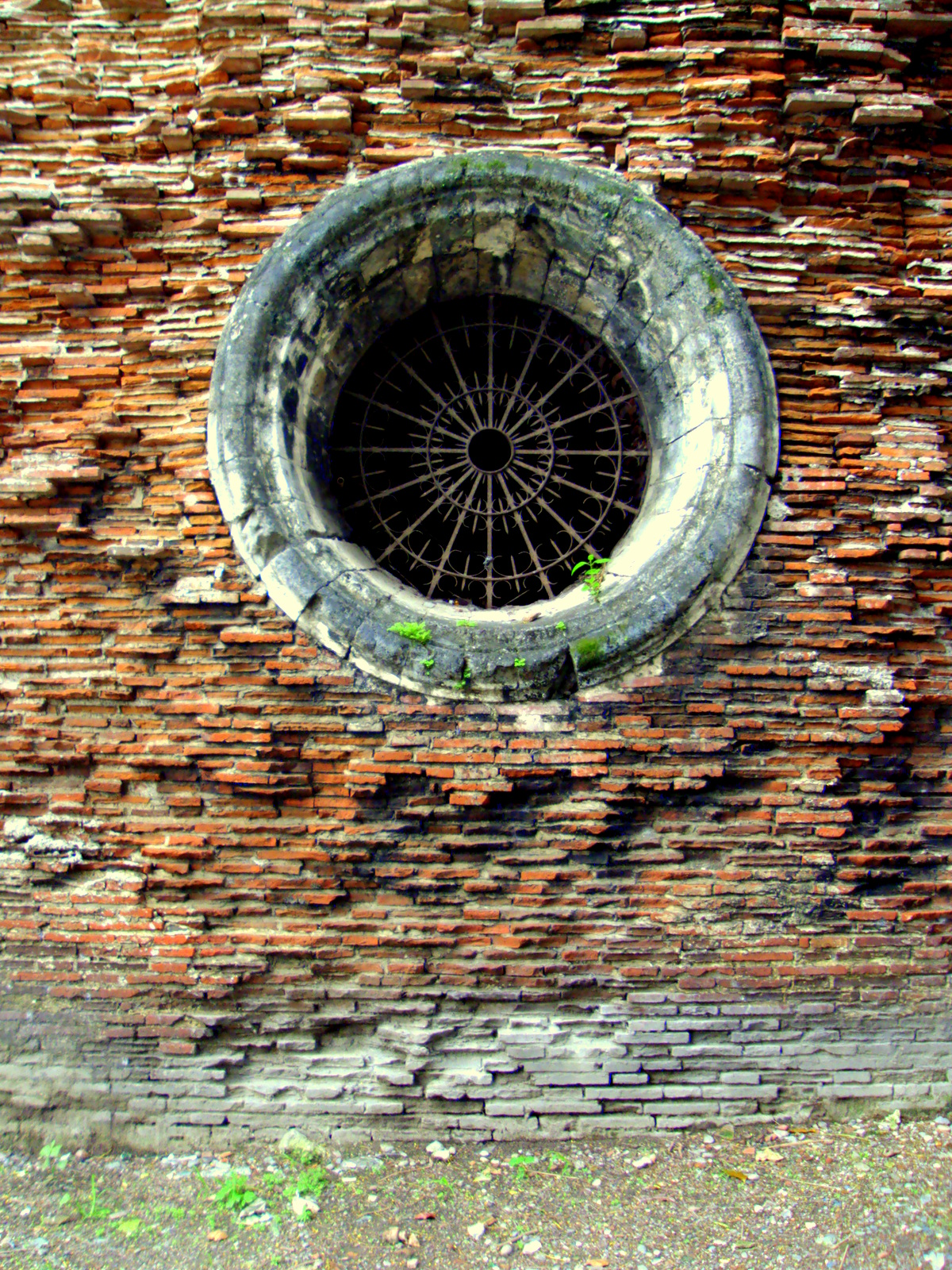
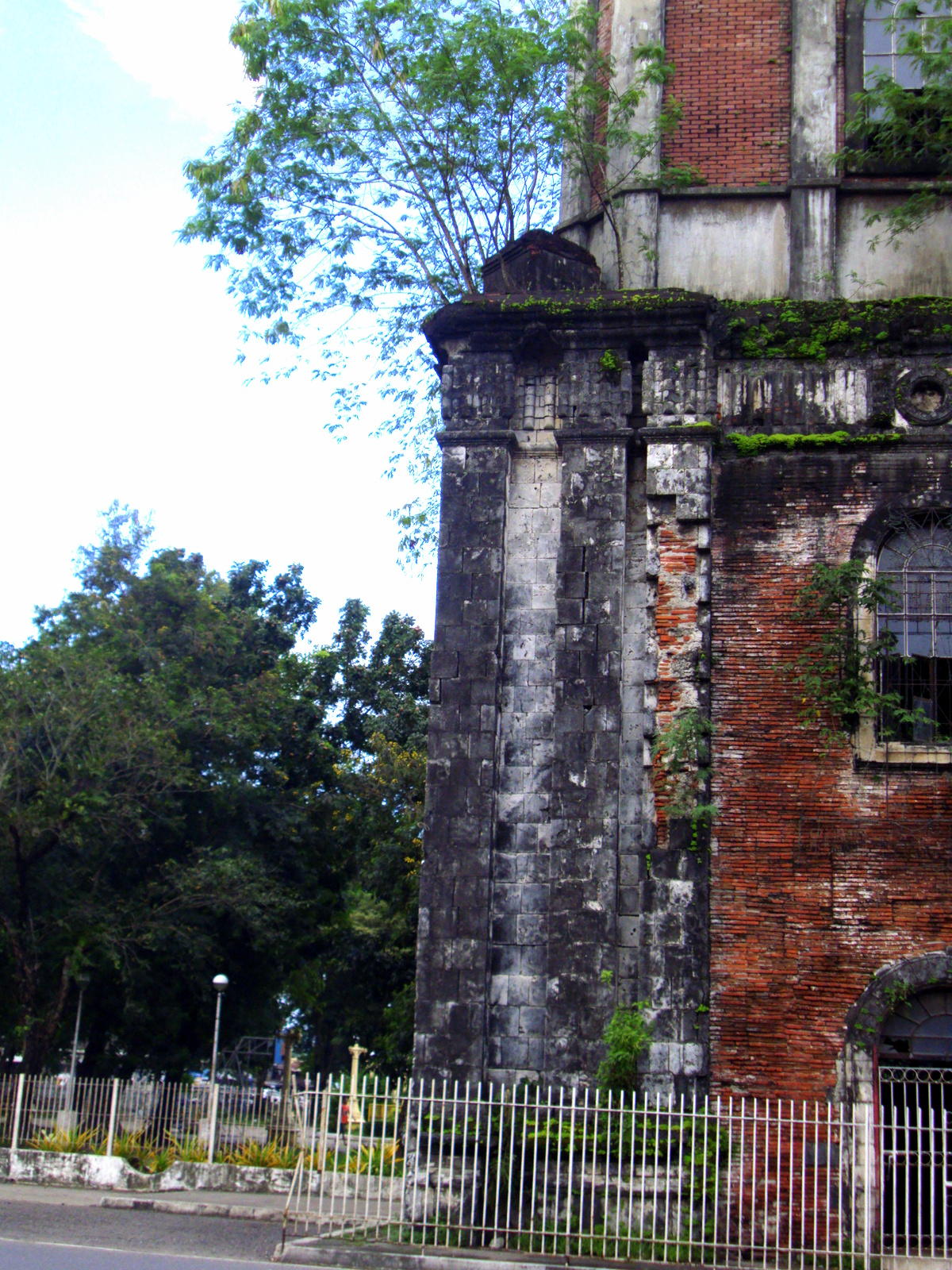

### Restauración
Tras el terremoto de 1948, la torre de Jaro quedó prácticamente inhabilitada durante más de siete décadas. El 27 de noviembre de 2022 se inauguró el renovado edificio, siendo declarado monumento histórico de interés nacional y recibiendo el correspondiente marcador histórico de la CHNF. Las obras de restauración duraron un año, habiendo sido una tarea pendiente desde 2016, cuando el proyecto fue pospuesto por varios motivos, incluida la posterior pandemia de COVID-19.
Durante la ceremonia, en la que la CHNF traspasó la titularidad de la torre a la archidiócesis de Jaro (representada por el prior Joemarie Delgado), se hicieron sonar las nuevas campanas de carillón por primera vez desde aquel seísmo. Aparte de las campanas, la torre exhibe también una renovada mampostería de piedra reforzada, un nuevo reloj en la segunda planta con esferas que coronan cada una de sus fachadas, nuevas ventanas y moderna iluminación. La restauración fue parte de un proyecto más ambicioso del instituto filipino, que dedicaba unos 20 millones de pesos al embellecimiento de la plaza, incluido el Museo Marítimo, las antiguas Aduanas de Iloílo, la inauguración de una estatua de la heroína bisaya Patrocinio Gamboa, quien desempeñó un papel clave en la Revolución filipina, y la instalación de un templete.